# Тайм-аут (спорт)
Тайм-аут (англ. time out) — в спортивных играх перерыв, объявляемый по просьбе команды, тренера или спортсмена. Тайм-аут берётся командой для определения стратегии на ближайший промежуток времени, восстановления сил и боевого духа, а также остановки таймера. Обычно команда берёт тайм-аут перед решающими моментами в матче (чаще всего его берёт проигрывающая команда или команда, чьё преимущество слишком шаткое), либо же с целью избежания штрафа за задержку игры, а также за пассивное ведение игры.

## Американский футбол
В американском футболе у команды 3 тайм-аута на половину. Тайм-ауты обычно используются в следующих случаях:
- Тренер команды не доволен стратегией, выбранной его командой, или не удовлетворен тем, как игроки выполняют тренерскую установку.
- Психологический тайм-аут (например: в матче осталась 1 секунда команда соперников бьет филд-гол. Прямо перед ударом команда берет тайм-аут, чтобы сделать так называемую заморозку кикера).
- После двухминутного предупреждения командам запрещается запрашивать челленджи (запросы на просмотр момента). Иногда тренер берет тайм-аут, пытаясь спровоцировать просмотр спорного эпизода.
- Так называемый медицинский тайм-аут. Команда берет тайм-аут, если игрок получил травму. Медицинский тайм-аут не рассматривается как обычный, а значит, что, у тренера команды (которая взяла тайм-аут) останется столько тайм-аутов, сколько было до него (во время двухминутного предупреждения медицинский тайм-аут засчитывается как обычный, для того чтобы команды не затягивали время).
- Команда берет тайм-аут, чтобы остановить время (например, в случае истечения времени на проведение атаки).
- Во  время двухминутного предупреждения тайм-аут можно использовать для того, чтобы не потерять 10 секунд (после нарушения).
- Когда тренер понимает, что, в случае начала розыгрыша его команда будет наказана за нарушение правил, он может взять тайм-аут до начала розыгрыша. Используется редко, так как в большинстве случаев лучше потерять 5-15 ярдов, чем тайм-аут.

Обычно команды предпочитают оставить хоть один тайм-аут к концу половины игры. Неофициальный четвертый тайм-аут — двухминутное предупреждение — оно тоже останавливает часы.

## Баскетбол
По правилам ФИБА, тайм-аут в баскетболе — остановка игры по просьбе тренера или его помощника, который обращается к секретарю. Тайм-аут может быть предоставлен или обеим командам (при «мёртвом» мяче после удачного штрафного броска или при остановке игровых часов и сообщений от судьи секретарскому столу), или одной команде (в корзину которой забросили мяч с игры). Каждой команде полагается два тайм-аута во время первой половины, три тайм-аута во время второй половины (не более двух тайм-аутов в последние две минуты второй половины) и один тайм-аут во время каждого дополнительного периода. Неиспользованные тайм-ауты нельзя перенести на следующую половину или дополнительный период. Продолжительность тайм-аутов ФИБА отличается от продолжительности тайм-аутов в матчах NCAA и НБА (США).
В матчах NCAA, которые не транслируются по телевидению, каждой команде полагается четыре тайм-аута по 75 секунд и два тайм-аута по 30 секунд в основное время матча. В матчах, которые показываются по телевидению (например, с сезона 2015/2016), каждой команде полагается один минутный тайм-аут и три тайм-аута по 30 секунд наряду к перерывам на рекламу (за 16, 12, 8 и 4 минуты в каждой половине встречи). Максимум три тайм-аута по 30 секунд могут быть зарезервированы для второй половины встречи. Если 30-секундный тайм-аут выпал на рекламный перерыв, то он считается использованным (за исключением первого тайм-аута во втором тайме). Пока мяч в игре, никто не может объявлять тайм-аут. Ранее по правилам NCAA у команды было по 5 тайм-аутов, а правило использования тайм-аутов во время рекламных перерывов использовалось только в матчах женских турниров. В школьных турнирах по баскетболу регламентом предусмотрены пять тайм-аутов за игру: три минутных тайм-аута и два по 30 секунд. В овертайме каждой команде полагается по одному минутному тайм-ауту, также она может использовать все ранее не использованные тайм-ауты. Рекламные тайм-ауты предусмотрены только в транслируемых матчах национальных чемпионатов.
Правила НБА представляют более сложную структуру: командам полагается один 20-секундный тайм-аут на половину встречи и шесть регулярных тайм-аутов по минуте каждый на протяжении всей игры. В ходе 20-секундного тайм-аута можно заменить только одного игрока, в ходе минутного тайм-аута число заменяемых не ограничивается. В первой и третьей четвертях должны быть два 100-секундных тайм-аута. Если по истечении 6 минут первой или третьей четверти тайм-аут не был взят, судья-хронометрист должен дождаться, пока мяч станет «мёртвым», и предоставить тайм-аут команде хозяев. Если тайм-аутов не было взято по истечении 3 минут, то хронометрист отдаёт тайм-аут команде, противник которой нарушил правила. Во второй и четвёртой четвертях предоставляется три 100-секундных тайм-аута. Если по истечении 9 минут второго или четвёртого периода тайм-аут не был взят, право на дополнительный тайм-аут отзывается. Если по истечении 6 минут тайм-аутов не было взято, судья-хронометрист должен дождаться, пока мяч станет «мёртвым», и предоставить тайм-аут команде хозяев. Если тайм-аутов не было взято по истечении 3 минут, то хронометрист отдаёт тайм-аут команде, противник которой нарушил правила. В четвёртой четверти команда ограничена тремя тайм-аутами: если команда использовала не более одного полного тайм-аута за 2 минуты до конца четверти, то один из минутных тайм-аутов сокращается до 20 секунд. В овертайме команде полагается два минутных тайм-аута и один 20-секундный: если за 2 минуты до конца четверти команда не использовала хотя бы один минутный тайм-аут, то один из них сокращается до 20 секунд.

## Мини-футбол

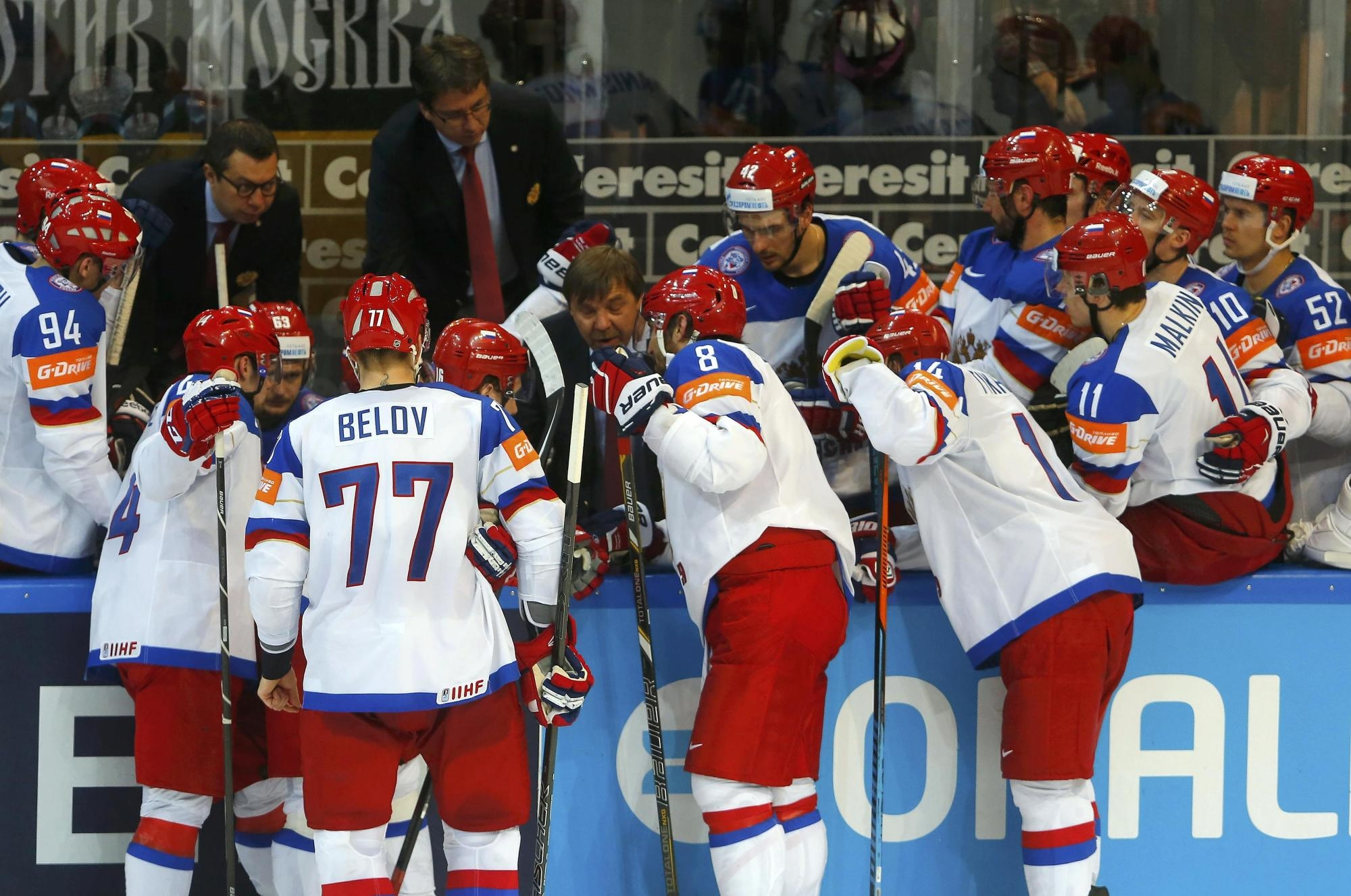
2014 IIHF World Championship

По правилам мини-футбола, команда имеет право взять в каждом тайме по одному тайм-ауту продолжительностью минуту. Просить тайм-аут могут только тренеры, а его время начинается только после выхода мяча из игры и свистка судьи. 
Во время тайм-аута:
• игроки могут оставаться на площадке или за её пределами. Для того чтобы попить, игроки должны покинуть площадку;
• запасные должны оставаться за пределами площадки;
• официальным лицам команд не разрешается давать инструкции на площадке. Компенсировать тайм-аут во втором тайме нельзя, если он не был использован; в дополнительное время его также нельзя брать.

## Хоккей с шайбой
Во время остановки в матче по хоккею с шайбой команда может взять тайм-аут продолжительностью до 30 секунд, но только один раз за матч. Согласно правилам Международной федерации хоккея, во время матчей сборных право на тайм-аут имеют обе команды, причём вторая команда должна предупредить рефери о том, когда закончится отведённое на тайм-аут противнику время. По правилам же НХЛ тайм-аут может взять только одна команда во время остановки.